# Бор (аеропорт)
Аеропо́рт «Бор» — аеропорт у місті Бор, Південний Судан.

## Розташування
Аеропорт розташований у місті Бор, яке є центром округу Бор, штат Джонглей, Південний Судан. Поряд знаходиться державний кордон з Суданом. Аеропорт знаходиться приблизно за 8 км на південний схід від міста. До центрального аеропорту країни Джуба 150 км.

## Опис
Аеропорт знаходиться на висоті 407 метрів (1 335 футів) над рівнем моря, і має одну ґрунтову злітно-посадочну смугу, довжина якої невідома.

## Авіакомпанії і напрямки
Аеропорт пов'язаний регулярним авіасполученням з аеропортом Джуба. Рейси виконує авіакомпанія Авіалінії Південного Судану.
Станом на 2025 рік аеропорт в основному використовується для рейсів UNMISS та WFP. 